# Lettie Beckon Alston
Lettie Beckon Alston   (Detroit, 13 d'abril de 1953) és una compositora i pianista estatunidenca coneguda per la seva obra per a piano i una llarga sèrie de concerts, “Lettie Alston & Friends”. El 1983 rep el doctorat en Composició per la Universitat de Michigan i es converteix en la primera dona afroamericana en rebre'l.

## Biografia
Als 15 anys va començar classes de piano a la Bailey's Temple School of Music, on va estudiar amb Pearl Roberts McCullon. Després de graduar-se de la Central High School de Detroit, els seus pares la van encoratjar per anar a estudiar a la Wayne State University, on va cursar els estudis superiors de piano i el màster en composició musical amb James Hartway i els mestres de piano Mischa Kottler i Frank Murch. El 1983 va cursar el doctorat en composició musical a la Universitat de Michigan (UM), on va estudiar amb Leslie Basset, William Bolcom i Eugene Kurtz dins de l'àrea de música electrònica. A més, treballà amb George Wilson durant uns anys en el món de la música electrònica. Va continuar els seus estudis de piano amb Robert Hord i Benning Dexter.
D'altra banda, també fou professora a la Universitat Estatal de Wayne (1983), a la Universitat d'Oakland (1987) i a la Universitat de Michigan de l'est (1988). El 1991 retorna a la facultat de la Universitat d'Oakland, on esdevé professora associada de composició musical. La seva música ha estat interpretada tant als Estats Units com internacionalment, per exemple a Àustria i Anglaterra. La doctora Alston va rebre el premi Music Study Club of Metropolitan Detroit Award i nombroses subvencions per a professorat. La música d'Alston s'ha enregistrat en disc compacte per als segells Leonarda, Albany, Videmus i Calvin College. La Dra. Alston va rebre la beca d'investigació a la Universitat d'Oakland, al 2000.

## Obra[6]
| - 2017 A New Heaven and A New Earth - 2006 Anchored in the Lord - 2007 Calling Jesus - 2004 City Called Heaven - 2009 Done Made My Vow - 2002 God Hath Chosen - 2012 Here's One - 2013 I Stood On De Ribber ob Jerdon - 2001 If Thou Wilt Go (Duet) - 2014 Is There Anybody Here? - 2015 Nobody Knows But Jesus (Duet) - 2016 Recitative: E-LI, My God and Aria: Blessed Are They - 2010 Roun' About The Mountain - 2000 Sing Ye To the Lord - 2008 The Whole World - 2003 The Wrath of God (Duet) - 2011 There is a Balm - 2005 This Little Light of Mine |

L'obra d'Alston inclou tant instruments tradicionals com electrònics. Ha compost per a orquestra, cambra i grups vocals. El 1995, Alston va iniciar una sèrie de concerts a la Universitat d'Oakland anomenats “Lettie Alston and Friends”. Als concerts es representava música clàssica contemporània basada generalment en un tema central. L'últim d'aquests concerts va tenir lloc el 2008.
El 2001, el seu treball va ser enregistrat en un conjunt de dos CD, sota els segells de Leonarda, Albany, Videmus i Calvin College, anomenats Keyboard Maniac. L'enregistrament va fer destacar el seu treball tant amb el piano acústic com amb l'elèctric. A més, durant la seva trajectòria professional, ha treballat amb altres compositores afroamericanes com ara Karen Walwyn, Dolores White, Rachel Eubanks o Nora Holt.
La música de la Doctora Alston ha estat àmpliament interpretada als estats de l'est i del centre-oest i a Àustria. Alston ha rebut encàrrecs dels cors The Oakland University Community Chorus, The Great Lakes Men's Chorus, The Lyric Chamber Ensemble i d'altres. Les seves obres, The Eleventh Hour i Anxiety, van ser composicions finalistes el 1992 i el 1999 juntament amb Biblical Women que va ser una composició semifinalista seleccionada el 1998 per al National Unisys African- Competitions del Simposi Americà. Alston va ser la primera compositora femenina de Michigan a arribar fins a les finals. La Detroit Symphony i Unisys Corporation van patrocinar aquest esdeveniment.
D'altra banda, el seu treball, Memories, es va estrenar amb Il Trio dell Musica a Salzburg, Àustria, i les seves Four Short Pieces per a soprano i piano es van presentar al National Black Arts Festival a Atlanta, Geòrgia. La professora Alston ha actuat també a Ohio, Alabama, Arkansas, Maryland, Chicago, Pennsilvània, Virgínia, Boston i Illinois.

### Keyboard Maniac. Keyboard Music.
| Keyboard Maniac, Lettie Beckon Alston |
| --- |
| Intèrprets: Flavio Varani, piano Lettie Beckon Alston, piano/electrònica Cedric D. Alston i Roderic S. Leon, teclats electrònics |
| Compositora: Lettie Becon Alston |
| Any de publicació: 8 de novembre de 2000. |
| Estudi de gravació: The Solid Sound Inc. Studio in Ann Arbor, MI. |
| Productor Executiu: Lettie Beckon Alston |
| Assitent de Producció: Cedric Darnell Alston |
| Enginyer en gravació: Will Spencer |
| Impressions de fotografies en color: Bruce Szopo |
| Impressions de fotografies en blanc i negre: Dennis Collins, Rick Smith i Dirk Bakkar |
| Disc 1: Solo acoustical piano works [48:17] 1. The Journey:The Longest Mile [8:15]. Four Moods for Piano 2. Playfully [1:44] 3. Mysteriously [2:43] 4. Gloomy [2:27] 5. Joyfully [1:19] 6. Three Rhapsodies for Piano 7. Etude [2:05] 8. Nocturne [3:37] 9. Dream Waltz [2:23]. Sonata of the Day, No. 1 10. The Morning's Glory [6:22] 11. Afternoon Circles [3:58] 12. Rumble in the Night [3:23] 13. Piano Variations on “Lift Ev'ry Voice and Sing” [5:35] 14. Keyboard Maniac (Rhapsody No. 4) [4:19] |
| Disc 2: Electronic keyboard works [63:00] 1. Spiritual Awakening. Sax Heaven [2:34] - Chant [2:44] - Eternity [6:35] 2. Sweet Memories. Prelude to “The Urban City” [4:55] - Fugue Ghetto [3:28] 3. Diverse Imagery. Sea Storm [2:24] - Nebulae [2:24] - Super Voice [2:29] - Hit the Dust [2:34] 4. Echoes from the Spirit [6:51] 5. Daylight [4:21] 6. Storm Chaser [7:52] 7. The End Times. Warning [5:09] - Eruption [4:40] - The Red Sun [3:53]                                                       |

Keyboard Maniac és un enregistrament de dos discos anomenat d'aquesta manera a causa de l'emoció que l'electrònica aporta a l'Art Music. Lettie Alston diu: “Com a compositora, pianista i organista, escriure per al piano i el mitjà electrònic ha estat un despertar espiritual per a mi”. Amb aquest, la Doctora Alston busca comunicar al públic alguna cosa de la seva experiència, la seva personalitat, la seva ment i, de fet, la seva ànima. La música no sempre ha de ser una solució a un problema que diu, sinó una expressió dels propis sentiments. Lettie creu que la seva sòlida trajectòria històrica, teòrica i de rendiment ha influït en la gamma eclèctica de les seves obres originals de teclat. Té una sòlida formació clàssica amb fortes influències religioses, consciència sobre el teatre musical i diverses connexions culturals amb estils de pop clàssic i creuats.
Les actuacions electròniques d'aquest enregistrament no inclouen materials programats o seqüenciats per ordinador. Com organista que interpreta, Lettie considera el virtuós mitjà electrònic tal com s'utilitza avui dia, és a dir, com una extensió de la tradició d'orgue, i no pas com un substitut dels instruments acústics. Els teclats electrònics i els sintetitzadors són instruments legítims en el seu propi sentit i són gaudits per molts artistes virtuosos. Amb la riquesa d'influències històriques, l'electrònica ha passat de formes d'ona tècniques a equips sensibles de nivell de rendiment reals i això excità Lettie. Els teclats electrònics s'han convertit en un dels instruments més populars i sofisticats que s'utilitzen avui en dia en actuacions de música sacra i laica. El teclat electrònic no ha substituït el piano acústic sinó que amplia les opcions en seleccionar una varietat de recursos sonors de l'intèrpret.